# Max O'Rell
Max O'Rell, egentligen Léon Paul Blouet, född 3 mars 1847 i Avranches, död 24 maj 1903 i Paris, var en fransk författare.
O'Rell bosatte sig 1872 i Storbritannien som tidningskorrespondent och utgav därifrån ett antal livfulla, ofta rätt bitande karaktärsskildringar från olika delar av den anglosaxiska världen, varibland särskilt John Bull et son île (1883) och Jonathan et son continent (1889) på sin tid gjorde honom ryktbar Europa runt.

## Böcker på svenska
- John Bull och hans ö: skildringar från England i våra dagar (John Bull et son île) (översättning Mathilda Langlet, Skoglund, 1884)
- Jonathan och hans fastland: skildring från Amerika i våra dagar (Jonathan et son continent) (översättning Fredrique Paijkull, Geber, 1889)
- En fransman i Amerika (översättning Emilie Kullman, Skoglund, 1892)
- Firman John Bull & C:o och dess stora filialer: Canada, Australien, Nya Zeland och Sydafrika (La maison John Bull & cie) (översättning Hanna Östberg, Bille, 1895)
- Hennes kongl. höghet kvinnan (översättning H. Östberg, Bille, 1901)
- Oss emellan: några tankar om lifvets små problem (översättning H. Östberg, Bille, 1902)